# Västra Balltorp
Västra Balltorp är en tätort söder om Mölndal i Mölndals kommun. Den ligger nära en golfbana och golfklubben har varit part i utbyggnaden.